# Eerste klasse 1951-52 (basketbal België)
Het seizoen 1951-1952 was de 5e editie van de hoogste basketbalcompetitie. Voor het eerst sinds de invoering van een nationale competitie werd de hegemonie van Semailles gebroken door Royal IV. Nadat Royal IV zich vorig jaar ongelukkig de titel liet ontglippen, eindigde de ploeg ditmaal wel als eerste.
Bressoux en Canter Schaarbeek namen na één jaar afwezigheid hun plaats terug in op het hoogste niveau.
Vermits op het einde van het seizoen 3 ploegen eindigden op de voorlaatste degradatiplaats wel een eindronde gespeeld waarbij Mercurius beide partijen verloor en degradeerde.

## Eindstand
|  |    |                            | P  | W  | G  | V | Ptn |
|  | -- | -------------------------- | -- | -- | -- | - | --- |
|  | 1  | Royal IV                   | 22 | 20 | 2  | 0 | 40  |
|  | 2  | Hellas Gent                | 22 | 19 | 3  | 0 | 38  |
|  | 3  | Semailles                  | 22 | 18 | 4  | 0 | 36  |
|  | 4  | Racing CB                  | 22 | 14 | 7  | 1 | 29  |
|  | 5  | Ougrée                     | 22 | 12 | 10 | 0 | 24  |
|  | 6  | Amicale Sportive Bruxelles | 22 | 12 | 10 | 0 | 24  |
|  | 7  | Antwerpse BBC              | 22 | 12 | 10 | 0 | 24  |
|  | 8  | Vorst                      | 22 | 5  | 11 | 1 | 11  |
|  | 9  | Canter Schaarbeek          | 22 | 5  | 17 | 0 | 10  |
|  | 10 | Bressoux                   | 22 | 5  | 17 | 0 | 10  |
|  | 11 | Mercurius                  | 22 | 5  | 17 | 0 | 10  |
|  | 12 | Union SG                   | 22 | 4  | 18 | 0 | 8   |

1928 · 1929 · 1930 · 1931 · 1932 · 1933 · 1934 · 1935 · 1936 · 1937 · 1938 · 1939 · 1940 · 1941 · 1942 · 1943 · 1944 · 1945 · 1946 · 1947 · 1948 · 1949 · 1950 · 1951 · 1952 · 1953 · 1954 · 1955 · 1956 · 1957 · 1958 · 1959 · 1960 · 1961 · 1962 · 1963 · 1964 · 1965 · 1966 · 1967 · 1968 · 1969 · 1970 · 1971 · 1972 · 1973 · 1974 · 1975 · 1976 · 1977 · 1978 · 1979 · 1980 · 1981 · 1982 · 1983 · 1984 · 1985 · 1986 · 1987 · 1988 · 1989 · 1990 · 1991 · 1992 · 1993 · 1994 · 1995 · 1996 · 1997 · 1998 · 1999 · 2000 · 2001 · 2002 · 2003 · 2004 · 2005 · 2006 · 2007 · 2008 · 2009 · 2010 · 2011 · 2012 · 2013 · 2014 · 2015 · 2016 · 2017 · 2018 · 2019 · 2020 · 2021